# Dasybasis albohirta
Dasybasis albohirta är en tvåvingeart som först beskrevs av Walker 1836.  Dasybasis albohirta ingår i släktet Dasybasis och familjen bromsar. Inga underarter finns listade i Catalogue of Life.